# Lennart Thy
Lennart Thy, né le 25 février 1992 à Frechen, est un footballeur allemand. Il joue au poste d'attaquant dans le club singapourien du Lion City Sailors FC depuis 2024.

## Biographie

### En club

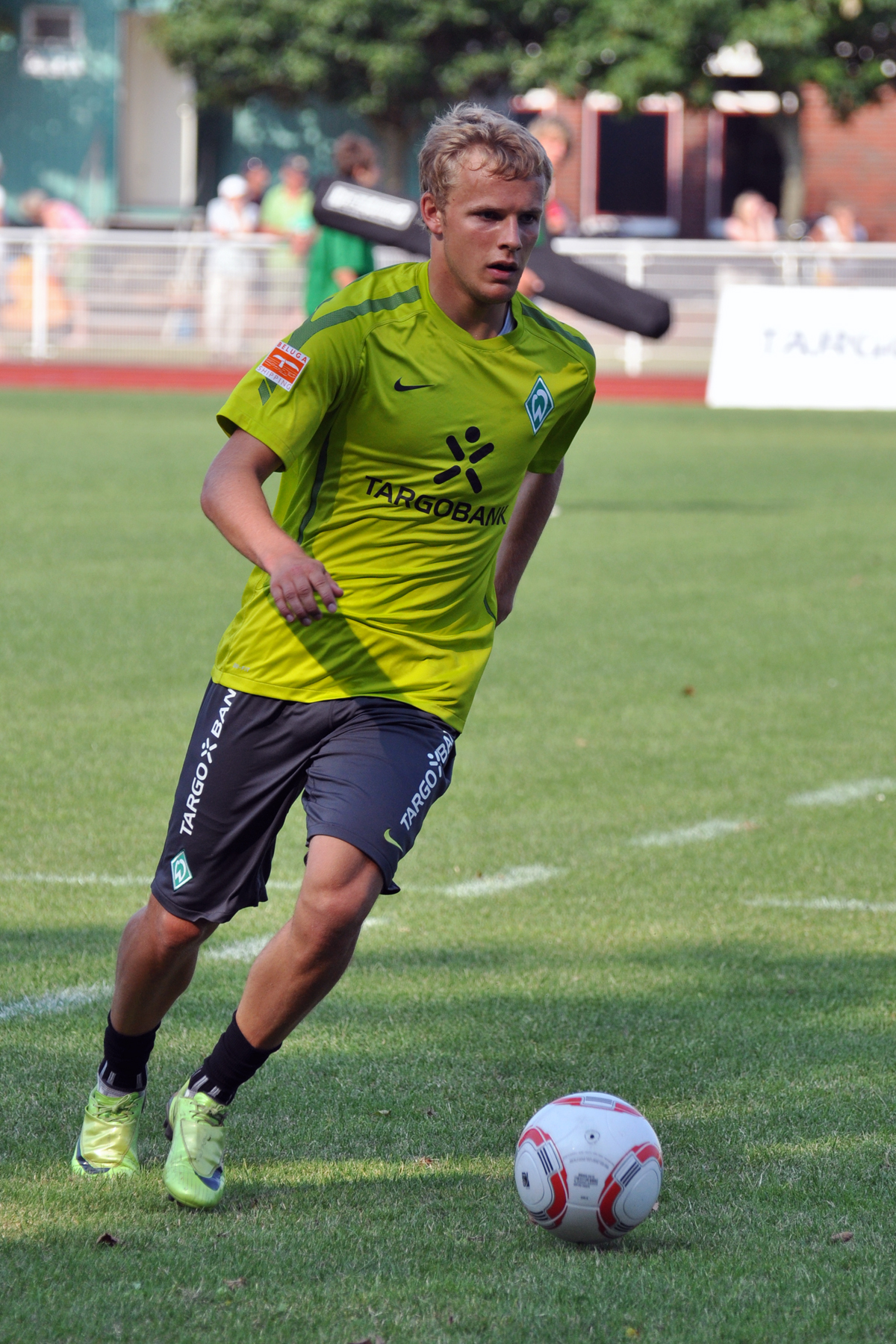
Thy avec le Werder Brême en 2010

Lennart Thy commence à jouer au football dans le club de sa ville natale puis va à Norden, où il évolue dans divers clubs de la ville (FC Norden, PSV Norden et JFV Norden). En 2007, il intègre les équipes jeunes du Werder Brême, quelques jours après son 18e anniversaire il joue son premier match avec les professionnels, dans l'équipe réserve du Werder qui évolue en troisième division allemande et marque un but contre le Holstein Kiel.
En 2010, il joue un match en Ligue des champions avec le Werder Brême contre Tottenham.
Lors de la préparation de la saison 2010-2011, il intègre l'équipe première du Werder, mais après la deuxième journée de Bundesliga, après avoir raté une occasion de but il est remplacé à la 61e minute. Dès lors il ne joue plus aucun rôle dans l'équipe première, surtout après le retour de blessure du buteur Claudio Pizarro. En fin de saison il refuse de prolonger son contrat et quitte le club.
Pour la saison 2012-2013, il s'engage avec le FC Sankt Pauli, le 9 novembre 2012 lors de la victoire 4-0 contre le Fortuna Düsseldorf, il est l'auteur des quatre buts.
Pour la saison 2016-2017, Thy retourne au Werder Brême, le 24 septembre 2016 il inscrit son premier but en Bundesliga. A la mi-saison il est prêté au FC Sankt Pauli où il marque deux buts en quinze participations. En début de saison suivante, le Werder l'écarte du groupe, il est prêté au VVV Venlo, en 32 matchs il marquera 7 buts dans le championnat néerlandais.
En juillet 2018, il retourne à Brême où il s'entraîne avec l'équipe réserve du Werder puis le 21 juillet 2018, il s'engage avec le BB Erzurumspor, promu en championnat de Turquie.
En fin de contrat à l'issue de la saison 2019-2020, il ne prolonge pas au PEC Zwolle, et s'engage au Sparta Rotterdam. Cependant, il résigne à l'été 2022 à Zwolle où il s'impose rapidement comme un des meilleurs attaquants de deuxième division.

### En équipe nationale
Avec les moins de 17 ans, il participe au championnat d'Europe des moins de 17 ans en 2009. Lors de cette compétition, il joue cinq matchs. Il inscrit trois buts, contre l'Angleterre et les Pays-Bas en phase de groupe, puis à nouveau contre les Pays-Bas, en finale. L'Allemagne remporte le tournoi.
Il dispute quelques mois plus tard la Coupe du monde des moins de 17 ans organisée au Nigeria. Lors du mondial junior, il joue quatre matchs. Il inscrit un but contre le pays hôte, puis un doublé contre le Honduras. L'Allemagne s'incline en huitièmes de finale contre la Suisse.

## Palmarès

### En club
Vierge

### En sélection
- Équipe d'Allemagne des moins de 17 ans
  - Vainqueur du championnat d'Europe des moins de 17 ans en 2009

### Distinctions personnelles
- Meilleur buteur de B-Junioren Bundesliga (en) Nord-Est en 2009 avec le Werder Brême -17 ans
- Meilleur buteur du championnat d'Europe des moins de 17 ans Nord-Est en 2009 avec l'équipe d'Allemagne des moins de 17 ans
- Vainqueur du prix Fair Play FIFA 2018[6]

## Anecdote
Lennart Thy est donneur de moelle osseuse et devait en 2018 donner son sang pour un malade, le club de Venlo le laissa une semaine au repos, il manqua également un match contre le PSV Eindhoven, le VVV Venlo fit paraître un communiqué :
« Nous sommes fiers de Lennart Thy et de sa volonté d'aider, car parfois le football n'est que secondaire »
Pour ce geste il reçoit le 24 septembre 2018 le Prix FIFA du Fair Play à la cérémonie The Best.